# Madison Square Garden
Madison Square Garden är en arena i New York i USA. Den ligger på 7:e avenyn mellan 31:a och 33:e gatan på Manhattan och är uppförd ovanpå järnvägsstationen Penn Station. Publikkapaciteten är nästan 20 000 sittande vid basketmatcher och 18 000 sittande vid ishockeymatcher. I byggnaden finns också en teater och restauranger, barer och affärer. Den nuvarande byggnaden är den fjärde med samma namn, arenorna har dock legat på olika platser i området. Inomhusarenan ägs av förvaltningsbolaget Madison Square Garden Entertainment.
En utomhusarena uppförd 1879 fanns ursprungligen på vid Madison Square som låg där Broadway och 5:e avenyn möts, vilken 1890 ersattes av en inomhusarena på samma plats. Denna ersattes i sin tur 1925–1926 av en inomhusarena mellan 8:e avenyn och 49:e gatan. Nuvarande arena uppfördes 1968, och genomgick omfattande renoveringar 1989–1991 och 2011–2013.
Idag används arenan bland annat till boxning, ishockey (New York Rangers), basket (New York Knicks, New York Liberty och universitetslaget St John Storm), cirkus och konserter. Många kända artister som Simon & Garfunkel, Michael Jackson, Queen, Johnny Cash, Led Zeppelin, The Who, Pearl Jam, Kiss, Slipknot, Rammstein, Jimi Hendrix, Elvis Presley, Rolling Stones, Frank Sinatra, Elton John, John Lennon, Bruce Springsteen, Bob Dylan, Justin Bieber, NSYNC och Bob Marley har spelat i arenan. De svenska band som har spelat i arenan är The Hives den 10 oktober 2007, Swedish House Mafia den 16 december 2011 och 1 mars 2013, Robyn den 8 mars 2019, Orbit Culture den 12 augusti 2024 och Ghost den 22 juli 2025. Arenan har även använts under filminspelningar, som exempelvis under slutscenen i Music and Lyrics, Star Wars II och Godzilla. Stand up komikern Kevin Hart är en av väldigt få komiker som har uppträtt på Madison Square Garden.

## Tidigare arenor
- Madison Square Garden (1879)
- Madison Square Garden (1890)
- Madison Square Garden (1925)

## Galleri

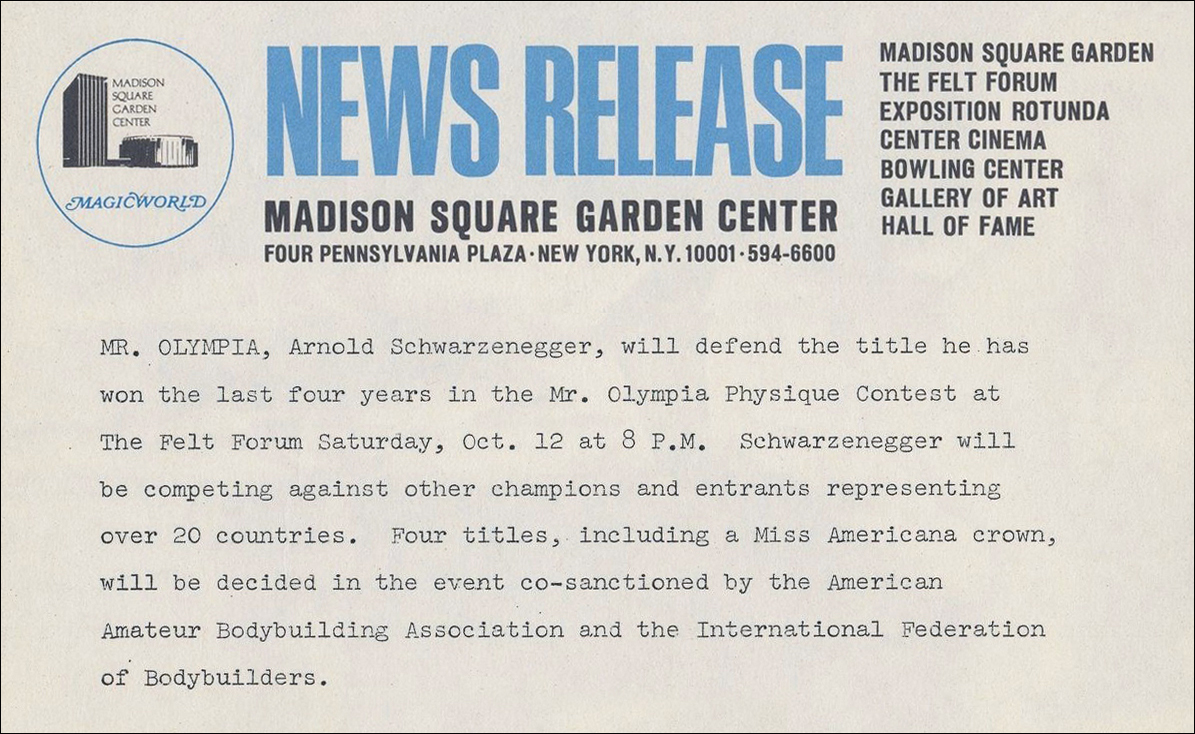
Madison Square Garden News Release 1974.
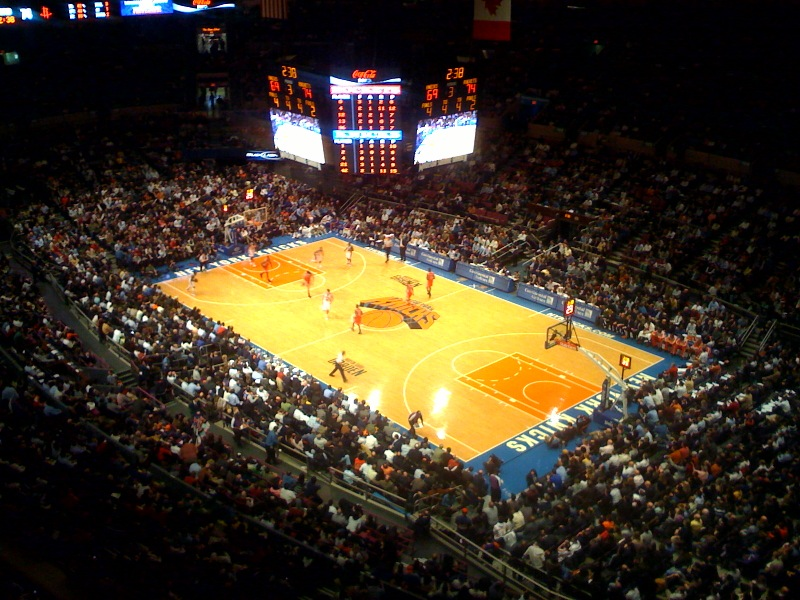
New York Knicks möter Houston Rockets, 2009.
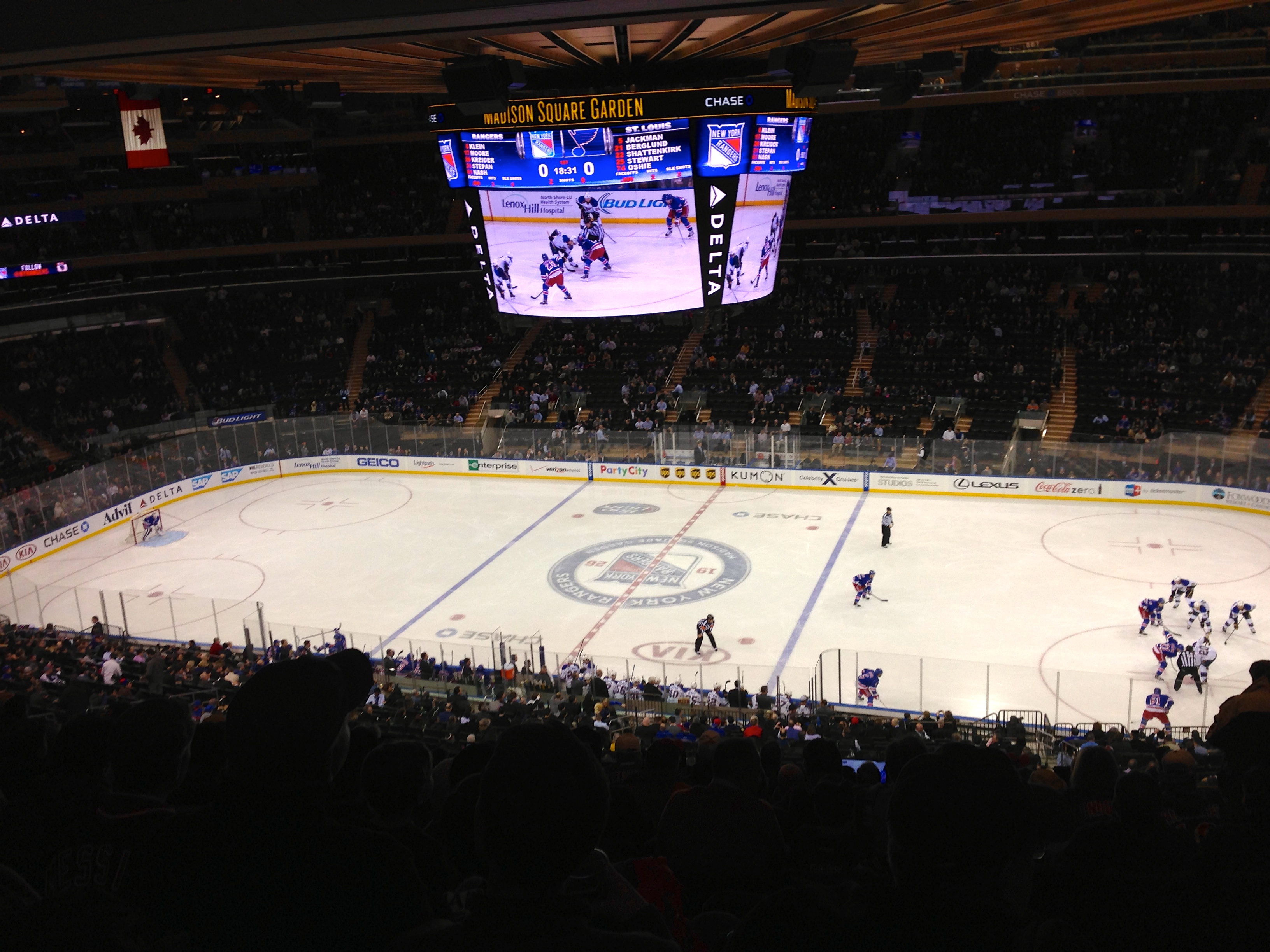
New York Rangers möter St. Louis Blues, 2014.
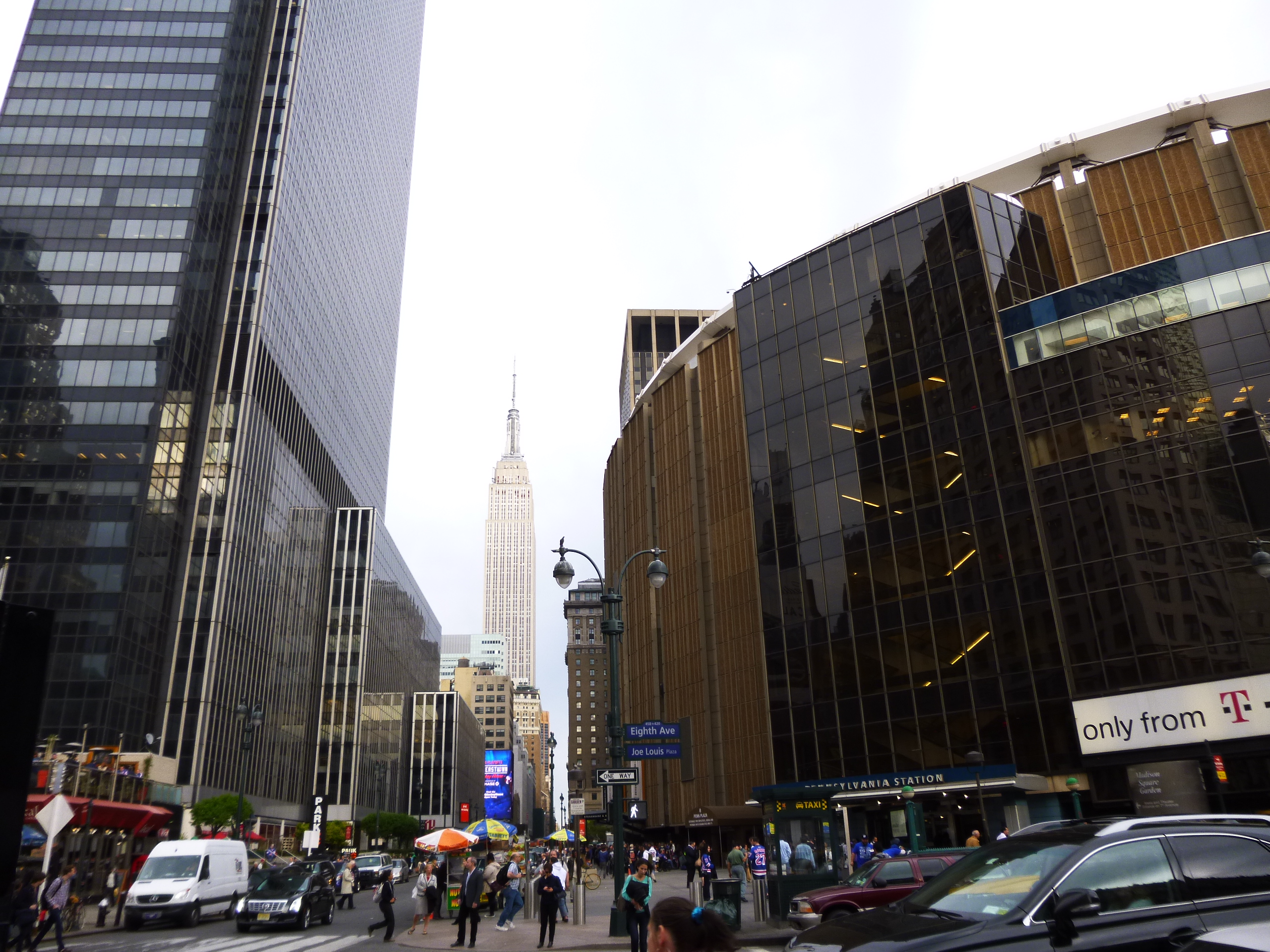
Madison Square Garden 2014, med Empire State Building i bakgrunden
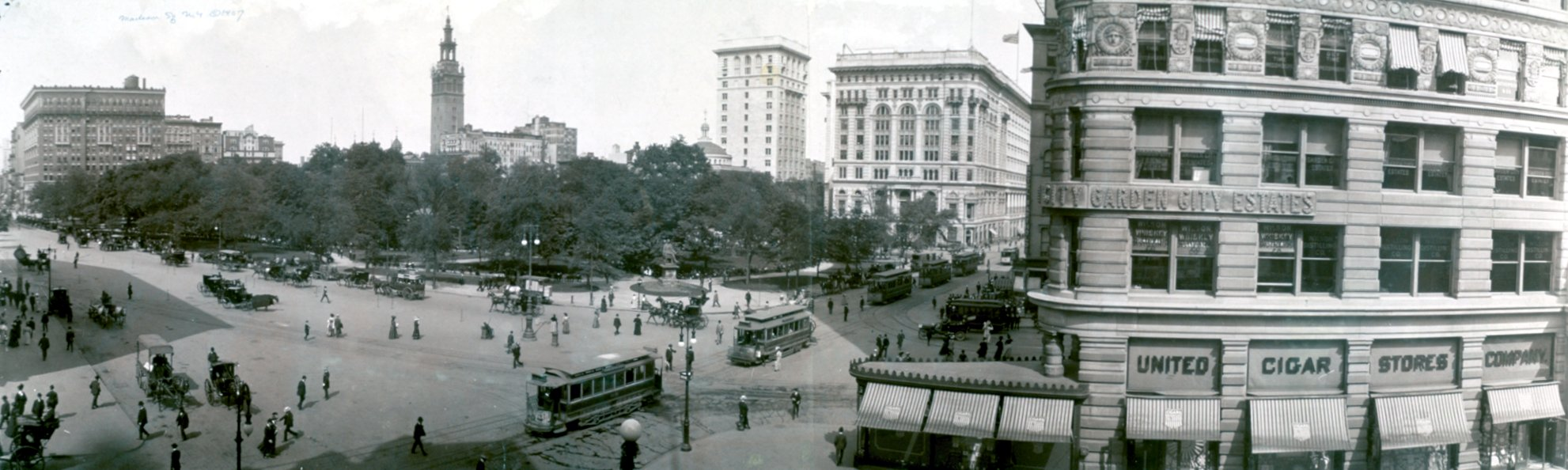
Madison Square 1908.